# محمد عادل (ممثل)
 محمد عادل (14 إبريل 1986 -)، ممثل مصري.

## عن حياته
محمد عادل ممثل مصري درس في المعهد العالي للفنون المسرحية و حصل على البكالوريوس من قسم التمثيل و الإخراج عام 2011 و كان رئيسًا لأتحاد الطلاب .
و بدأ مشواره الفني من المسرح فشارك في عدة من المسرحيات ثم شارك في بعض الأفلام ثم أنتقل إلى الدراما التلفزيونية .
كانت بدايته في الدراما في مسلسل حكايات وبنعيشها ، و شارك في أفلام مميزة كـ فيلم الجزيرة 2

## أعماله

### مسلسلات
- حكيم باشا
- خط ساخن
- ورا كل باب ج 2 2021
- حكايات وبنعيشها.
- الجامعة.
- سجن النسا.
- طريقي.
- الكابوس.
- ذهاب وعودة
- بعد البداية.
- من الجاني؟
- ليالي الحلمية.
- المغني
- عود أخضر.
- راس الغول
- الحصان الاسود
- الطوفان
- أبو العروسة
- الأب الروحي
- الأب الروحي (ج2)
- أمر واقع
- أبو العروسة (ج2)
- أفراح إبليس (ج2)
- رمضان كريم
- حب عمري
- سكر زيادة
- هجمة مرتدة
- طلقتك نفسي
- في يوم وليلة
- ضل راجل
- كوفيد 25
- ابو العروسة (ج٣)
- العائدون

### أفلام
- يا مسافر وحدك :2010.
- الجزيرة 2 :2014.
- لا مؤاخذة :2014.
- جواب اعتقال :2016.[1]
- القرموطي في أرض النار
- يا تهدي يا تعدي
- الكهف

## روابط خارجية
- محمد عادل على موقع IMDb (الإنجليزية)
- محمد عادل على موقع قاعدة بيانات الأفلام العربية